# 奈木宏昌
奈木 宏昌（なぎ ひろまさ、1977年12月13日 - ）は、兵庫県南あわじ市出身の日本の柔道家。柔道指導者。六段。身長186cm。血液型O型。
組み手は右組み。得意技は大外刈、内股。

## 概要
大学卒業後、兵庫県立津名高等学校、淡路市立津名中学校、そして母校である南あわじ市立南淡中学校を経て、令和４(2022)年度から、南あわじ市立沼島中学校の教員
。
　　
南淡中学校の監督として　　　　　　　　　　
第47回・50回全国中学校柔道大会男子団体3位（2016年・2019年）　　　　　　　　　　　第22回・24回マルちゃん杯近畿少年柔道大会　男子団体優勝（2017年・2019年）　　　　　
第21回・23回マルちゃん杯近畿少年柔道大会　男子団体準優勝（2016年・2018年）　　　　
マルちゃん杯全国少年柔道大会男子団体　　　5年連続出場（2015年〜2019年)　　　　　(2020年～2021年コロナ禍により中止）
沼島中学校の監督として　　　　　　　　　　全日本少年柔道大会男子団体5位（2022年）　第27回マルちゃん杯近畿少年柔道大会男子団体優勝(2022年）　　　　　　　　　　　　　　 第28回マルちゃん杯近畿少年柔道大会男子団体3位(2023年)　　　　　　　　　　　　　　　第29回マルちゃん杯近畿少年柔道大会男子団体準優勝（2024年）　　　　　　　　　　　　 マルちゃん杯全国少年柔道大会男子団体　　　3年連続出場中（2022年〜　)
嘉納治五郎杯ウラジオストク カデ国際柔道大会　 日本代表監督、コーチを務める。
教え子は、出口雄樹(北京五輪代表候補)　　　足立悠晟(パリ・ロサンゼルス五輪代表候補)をはじめ様々なステージで活躍している。
(公財)全日本柔道連盟評議員　　　　　　　　(公財)全日本柔道連盟審判委員会委員　　　　(公財)日本中体連柔道競技部近畿ブロック長　兵庫県中体連柔道専門部委員長　　　　　　　近畿柔道連盟評議員、兵庫県柔道連盟理事　　兵庫県柔道連盟強化委員 淡路柔道協会理事長を務め柔道の強化はもちろん普及、発展に取り組んでいる。
公認柔道指導者資格Aライセンス　　　　　　公認柔道審判員Aライセンス取得。
南淡中学校着任以来、９年間の柔道部の指導をした。
同一校勤務年数の上限を迎え、令和４(2022)年度より、新たに沼島中学校に柔道部を新設する運びとなった。南淡中学校の柔道部部員たちは、南あわじ市教育委員会の『特任校』制度により、監督の赴任(転補)とともに、その部員たちのほとんどが沼島中学校に転校して、監督の指導を継続して受けることになった。
沼島中学校への通学は、南あわじ市教育委員会負担の通学バス(新聞記事によると年間1,000萬圓也！)で、沼島の対岸の土生港まで通っている。